# الخنافيف (الخنافيف)
الخنافيف هو دُوَّار يقع بجماعة الخنافيف، إقليم تارودانت، جهة سوس ماسة في المملكة المغربية. ينتمي الدوّار لمشيخة الخنافيف التي تضم 12 دوار. يقدر عدد سكانه بـ 1037 نسمة حسب الإحصاء الرسمي للسكان والسكنى لسنة 2004.

## روابط خارجية
- البوابة الوطنية للجماعات الترابية
- المندوبية السامية للتخطيط